# Mercedes-Benz C 219
Der Mercedes-Benz C 219 ist eine Limousine der Marke Mercedes-Benz, welche unter der Verkaufsbezeichnung CLS verkauft wurde. Sie basiert auf der E-Klasse (Baureihe 211)-Plattform, ist aber in der Oberklasse unterhalb der S- und CL-Klasse angesiedelt. Mercedes-Benz bot den Wagen als „viertüriges Coupé“ an.
Typisch für den C 219 sind die niedrigen Seitenfenster und die im Vergleich zur Baureihe 211 anders geformten Scheinwerfer. Das Modell wurde auf der Internationalen Automobil-Ausstellung 2003 offiziell als Vision CLS vorgestellt. Aufgrund des hohen Interesses wurde der C 219 bereits ab Oktober 2004 verkauft. Trotz der von der Daimler AG propagierten Bezeichnung „viertüriges Coupé“ handelt es sich bei dem CLS (auch wegen der vier Türen) der Definition nach um eine Limousine.
Am 26. Juli 2010 wurde der letzte C 219 gebaut. Seit dem Marktstart im Oktober 2004 wurden über 170.000 Fahrzeuge produziert und ausgeliefert.

## Allgemeines
Ausstattung

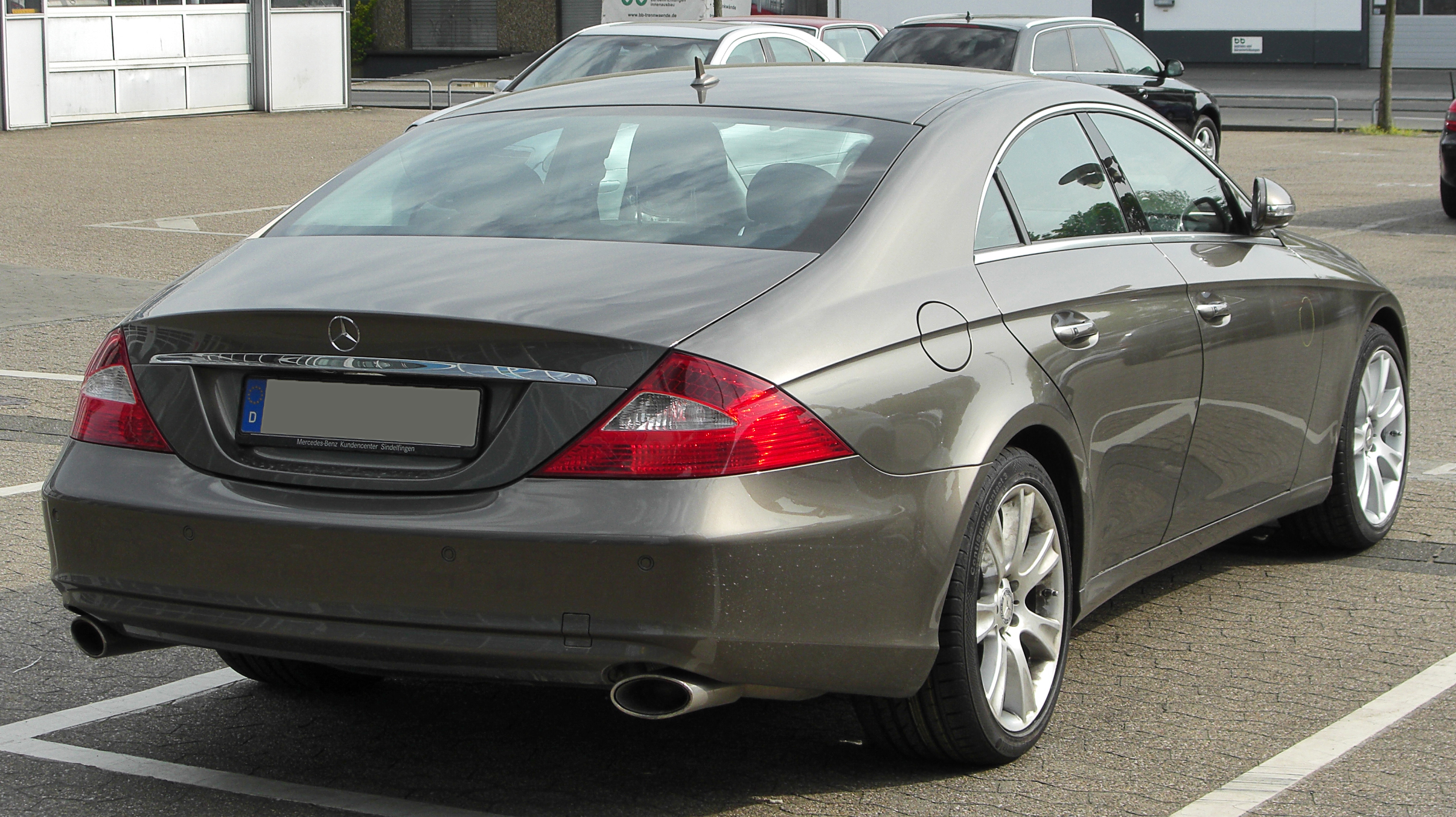
Heckansicht

Der C 219 ist serienmäßig mit einer Stoff-/Lederausstattung, Edelholzzierelementen, Leichtmetallfelgen und „Sommeröffnung“ (Öffnen von Seitenscheiben und Schiebedach sowie Aktivierung der Fahrer-Sitzbelüftung per Fernbedienung) ausgestattet. Daneben sind verschiedene Ledersortierungen, DVD-/TV-System, Xenon-Scheinwerfer, Abstandsregeltempomat, Luftfederung (Serie bei den Achtzylindern) und Keyless Go optional erhältlich. Sämtliche CLS-Modelle sind ab Werk nicht für den Anhängerbetrieb freigegeben (allerdings kann eine Anhängerkupplung der Baureihe 211 eingebaut und über eine TÜV-Einzelabnahme in die Papiere eingetragen werden; die Bordelektronik lässt sich zur Integration entsprechend freischalten).
Verkaufszahlen
Der C 219 gehörte 2005 zu den wertstabilsten Limousinen mit Ottomotor in seinem Segment. Die Versionen vom Haustuner AMG spielen lediglich eine Nebenrolle, was die verkauften Stückzahlen angeht.

### Modellpflege
Anfang 2008 wurde der C 219 überarbeitet.
So wurden unter anderem ein neuer Kühlergrill, LED-Rückleuchten, geänderte viereckige Endrohre, neue Außenspiegel sowie neue Felgen verwendet. Der Innenraum bekam ein neues Lenkrad, die neue Telematikgeneration (COMAND) sowie ein software-modifiziertes Kombiinstrument. Außerdem kam ein neuer Einstiegsmotor zum Einsatz, der unterhalb des 320 CDI angesiedelt war. Hierbei handelte es sich um den aus anderen Modellen bekannten 280er (M 272 E 30). Er leistete 170 kW (231 PS).

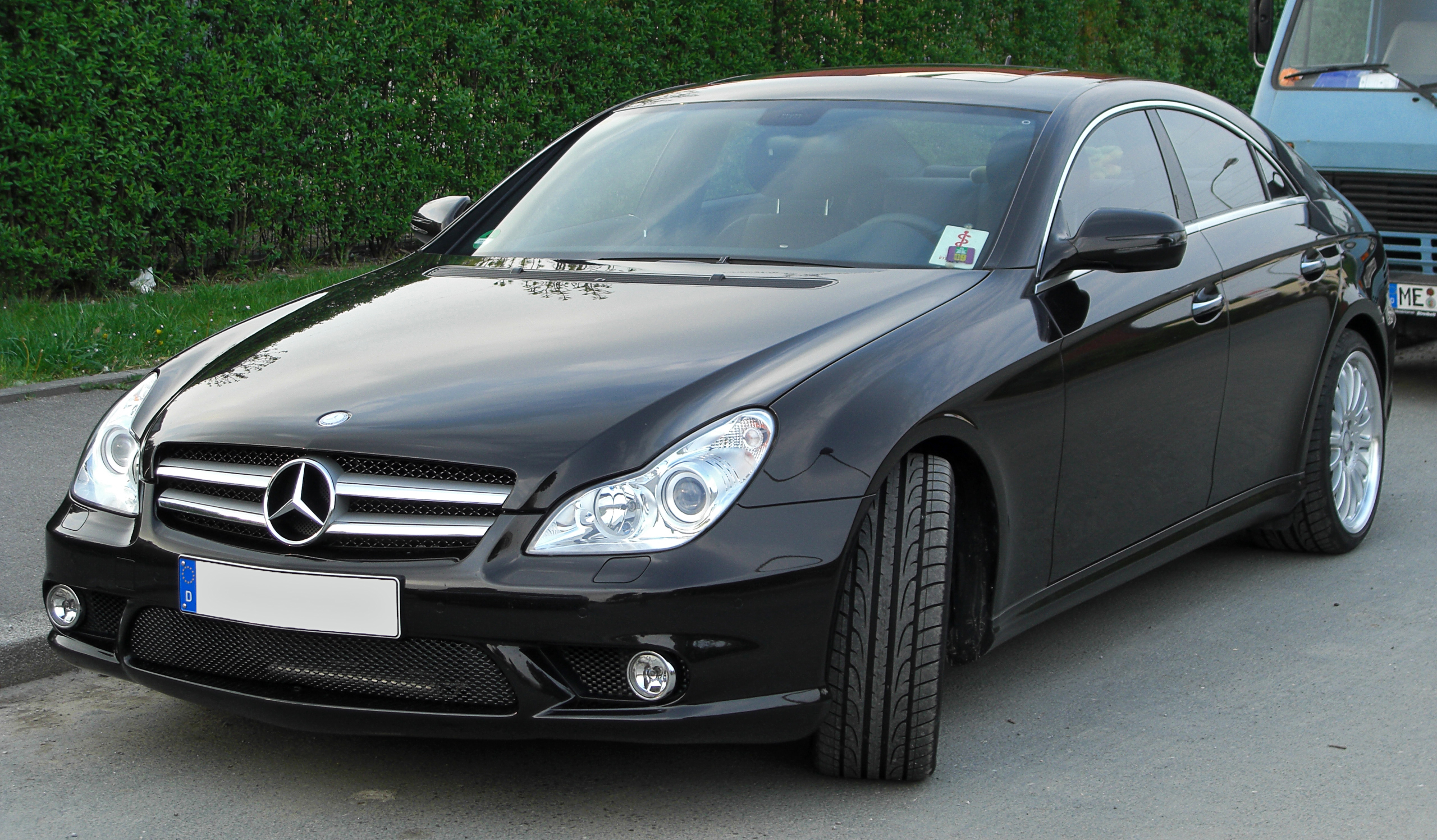
Mercedes-Benz CLS (2008–2010)
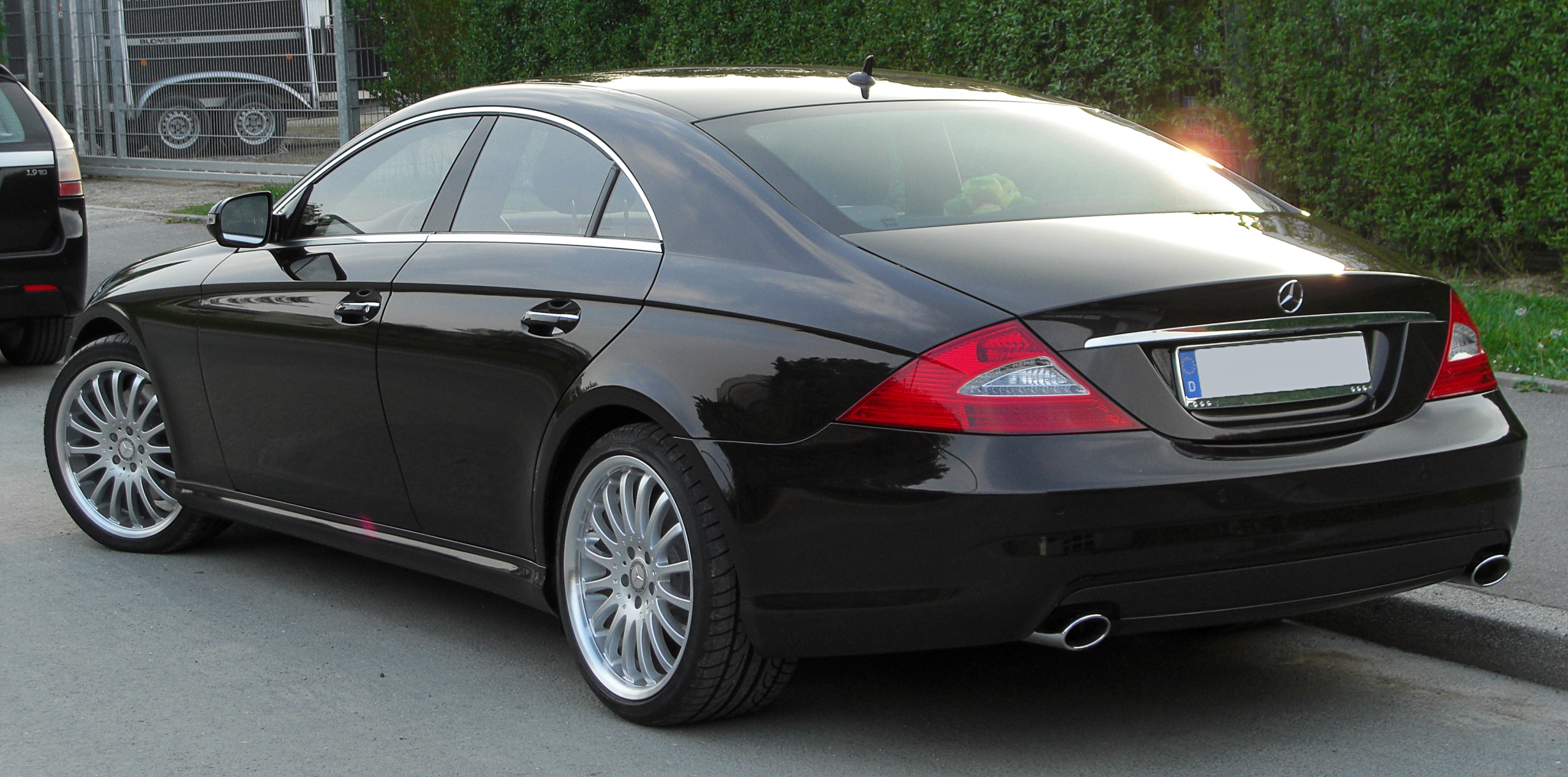
Heckansicht
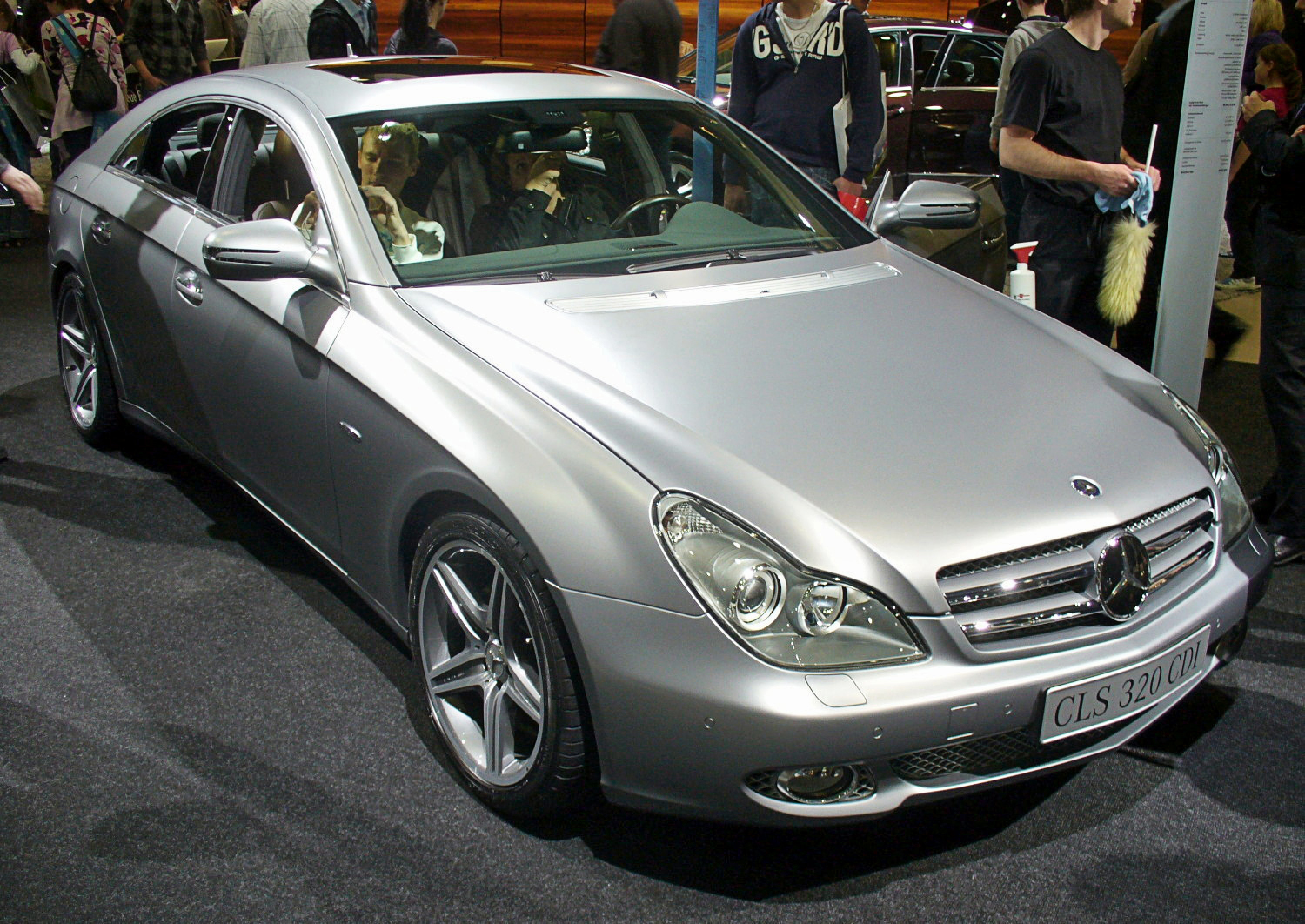
Mercedes-Benz CLS Grand Edition (2009–2010)

## Motorvarianten
Der C 219 wurde zunächst in zwei Motorvarianten angeboten: als CLS 350 und CLS 500. Kurz darauf folgte die Sportversion CLS 55 AMG und später die Dieselvariante CLS 320 CDI. Zum zweiten Quartal 2006 wurden im Rahmen der kleinen Modellpflege drei der vier Motoren ausgetauscht: Während der 320 CDI fast unverändert weitergebaut wurde (das maximale Drehmoment wurde von 510 auf 540 Nm gesteigert und steht seitdem ab 1600 statt ab 1800/min zur Verfügung), bekam der CLS 350 eine Direkteinspritzung und der CLS 500 (CLS 550 in Nordamerika) einen größeren Motor. Das AMG-Modell bekam einen neuen 6,2-Liter-V8-Ottomotor, der trotz fehlendem Kompressor mit 378 kW (514 PS) mehr leistet und leistungsmäßig sogar vor dem BMW M6 (E63/E64) liegt. Ab April 2008 ergänzte der CLS 280 die Modellpalette, der mit dem CLS 320 CDI den Einstieg bildete. Ab der Modellpflege konnte man den CLS 280 mit einer Leistung von 170 kW (231 PS) bestellen. Ab April 2009 wurde der CLS 280 in CLS 300 und der CLS 320 CDI in CLS 350 CDI umbenannt.
|                                                                  | CLS 320 CDI                    | CLS 350 CDI                    | CLS 280                      | CLS 300                      | CLS 350                      | CLS 350 CGI                  | CLS 500                      | CLS 500                      | CLS 55 AMG                   | CLS 63 AMG                   |
| ---------------------------------------------------------------- | ------------------------------ | ------------------------------ | ---------------------------- | ---------------------------- | ---------------------------- | ---------------------------- | ---------------------------- | ---------------------------- | ---------------------------- | ---------------------------- |
| Bauzeitraum                                                      | 2004–2009                      | 2009–2010                      | 2008–2009                    | 2009–2010                    | 2004–2006                    | 2006–2010                    | 2004–2006                    | 2006–2010                    | 2004–2006                    | 2006–2010                    |
| Motorbezeichnung *                                               | OM 642 DE 30 LA                | OM 642 DE 30 LA                | M 272 KE 30                  | M 272 KE 30                  | M 272 KE 35                  | M 272 DE 35                  | M 113 E 50                   | M 273 KE 55                  | M 113 E 55 ML                | M 156 E 63                   |
| Motortyp                                                         | V6-Dieselmotor                 | V6-Dieselmotor                 | V6-Ottomotor                 | V6-Ottomotor                 | V6-Ottomotor                 | V6-Ottomotor                 | V8-Ottomotor                 | V8-Ottomotor                 | V8-Ottomotor                 | V8-Ottomotor                 |
| Gemischaufbereitung                                              | Common-Rail-Direkteinspritzung | Common-Rail-Direkteinspritzung | Saugrohreinspritzung         | Saugrohreinspritzung         | Saugrohreinspritzung         | Direkteinspritzung           | Saugrohreinspritzung         | Saugrohreinspritzung         | Saugrohreinspritzung         | Saugrohreinspritzung         |
| Motoraufladung                                                   | Turbolader                     | Turbolader                     | –                            | –                            | –                            | –                            | –                            | –                            | Kompressor                   | –                            |
| Hubraum                                                          | 2987 cm³                       | 2987 cm³                       | 2996 cm³                     | 2996 cm³                     | 3498 cm³                     | 3498 cm³                     | 4966 cm³                     | 5461 cm³                     | 5439 cm³                     | 6208 cm³                     |
| max. Leistung                                                    | 165 kW (224 PS) bei 3800/min   | 165 kW (224 PS) bei 3800/min   | 170 kW (231 PS) bei 6000/min | 170 kW (231 PS) bei 6000/min | 200 kW (272 PS) bei 6000/min | 215 kW (292 PS) bei 6400/min | 225 kW (306 PS) bei 5600/min | 285 kW (388 PS) bei 6000/min | 350 kW (476 PS) bei 6100/min | 378 kW (514 PS) bei 6800/min |
| max. Drehmoment                                                  | 540 Nm bei 1600–2400/min       | 540 Nm bei 1600–2400/min       | 300 Nm bei 2500–5000/min     | 300 Nm bei 2500–5000/min     | 350 Nm bei 2400–5000/min     | 365 Nm bei 3000–5100/min     | 460 Nm bei 2700–4250/min     | 530 Nm bei 2800–4800/min     | 700 Nm bei 2650–4500/min     | 630 Nm bei 5200/min          |
| Höchstgeschwindigkeit                                            | 246 km/h                       | 246 km/h                       | 245 km/h                     | 245 km/h                     | 250 km/h (abgeregelt)        | 250 km/h (abgeregelt)        | 250 km/h (abgeregelt)        | 250 km/h (abgeregelt)        | 250 km/h (abgeregelt)        | 250 km/h (abgeregelt)        |
| Beschleunigung 0–100 km/h                                        | 7,0 s                          | 7,0 s                          | 7,7 s                        | 7,7 s                        | 7,0 s                        | 6,7 s                        | 6,1 s                        | 5,4 s                        | 4,7 s                        | 4,5 s                        |
| Getriebe                                                         | 7G-Tronic                      | 7G-Tronic                      | 7G-Tronic                    | 7G-Tronic                    | 7G-Tronic                    | 7G-Tronic                    | 7G-Tronic                    | 7G-Tronic                    | 5G-Tronic                    | 7G-Tronic                    |
| Antriebsart                                                      | Hinterradantrieb               | Hinterradantrieb               | Hinterradantrieb             | Hinterradantrieb             | Hinterradantrieb             | Hinterradantrieb             | Hinterradantrieb             | Hinterradantrieb             | Hinterradantrieb             | Hinterradantrieb             |
| Leergewicht                                                      | 1815 kg                        | 1815 kg                        | 1730 kg                      | 1730 kg                      | 1730 kg                      | 1735 kg                      | 1810 kg                      | 1835 kg                      | 1920 kg                      | 1905 kg                      |
| zulässiges Gesamtgewicht                                         | 2280 kg                        | 2280 kg                        | 2195 kg                      | 2195 kg                      | 2195 kg                      | 2200 kg                      | 2275 kg                      | 2300 kg                      | 2385 kg                      | 2370 kg                      |
| Kraftstoffverbrauch (nach EWG-Richtlinie, kombiniert) pro 100 km | 7,6 – 8,1 l                    | 7,6 – 8,1 l                    | 10,0 – 10,2 l                | 10,0 – 10,2 l                | 10,1 – 10,6 l                | 9,1 – 9,3 l                  | 11,3 – 12,0 l                | 11,8 – 12,0 l                | 13,6 l                       | 14,5 l                       |
| Tankinhalt                                                       | 80 l                           | 80 l                           | 80 l                         | 80 l                         | 80 l                         | 80 l                         | 80 l                         | 80 l                         | 80 l                         | 80 l                         |
| CO2-Emissionen                                                   | 202 – 215 g/km                 | 200 – 215 g/km                 | 233 – 237 g/km               | 233 – 237 g/km               | 241 – 253 g/km               | 217 – 222 g/km               | 268 – 290 g/km               | 275 – 280 g/km               | 326 g/km                     | 345 g/km                     |
| Abgasnorm                                                        | Euro 4                         | Euro 4                         | Euro 4                       | Euro 4                       | Euro 4                       | Euro 4                       | Euro 4                       | Euro 4                       | Euro 4                       | Euro 4                       |

* Die Motorbezeichnung ist wie folgt verschlüsselt:
M = Motor (Otto), OM = Ölmotor (Diesel), Baureihe = 3-stellig, DE = Direkteinspritzung, E = Saugrohreinspritzung, KE = Kanaleinspritzung, Hubraum = Deziliter (gerundet), L = Ladeluftkühlung, A = Abgasturbolader, ML = Kompressor